# مربلة
مربلَّة (بالإسبانية: Marbella)‏ مدينة ساحلية في مقاطعة مالقة بأندلسية جنوب إسبانيا. وقد عرفت منذ القدم منتجعا سياحيا، ويفد إليها السياح من ألمانيا وبريطانيا خصوصًا.

## التاريخ

### الإسلامي
لم يبق معالمها الإسلامية سوى أطلال حصنها القديم، الذي ينسب بناؤه إلى القرن الرابع الهجري. تقع هذه الأطلال داخل المدينة، وقد بنيت في ساحته الكبرى مدرسة، وبقيت من أطلاله واجهة ساريته الكبرى، في حين تتداخل كثير من أطلاله في الأبنية الحديثة المجاورة، وقطع كثيرة من الأسوار تقع داخل الأزقة المجاورة. إلى مقربة من اطلال الحصن تقع كنيسة مربلة، ويرجح أنها بنيت عل موقع الجامع القريب من الحصن أو جامع القصبة نفسه.

قد ذكرها الإدريسي في نزهة المشتاق قائلا 

وقد زارها ابن بطوطة في رحلتة، متوجها إليها من رندة، قائلا 

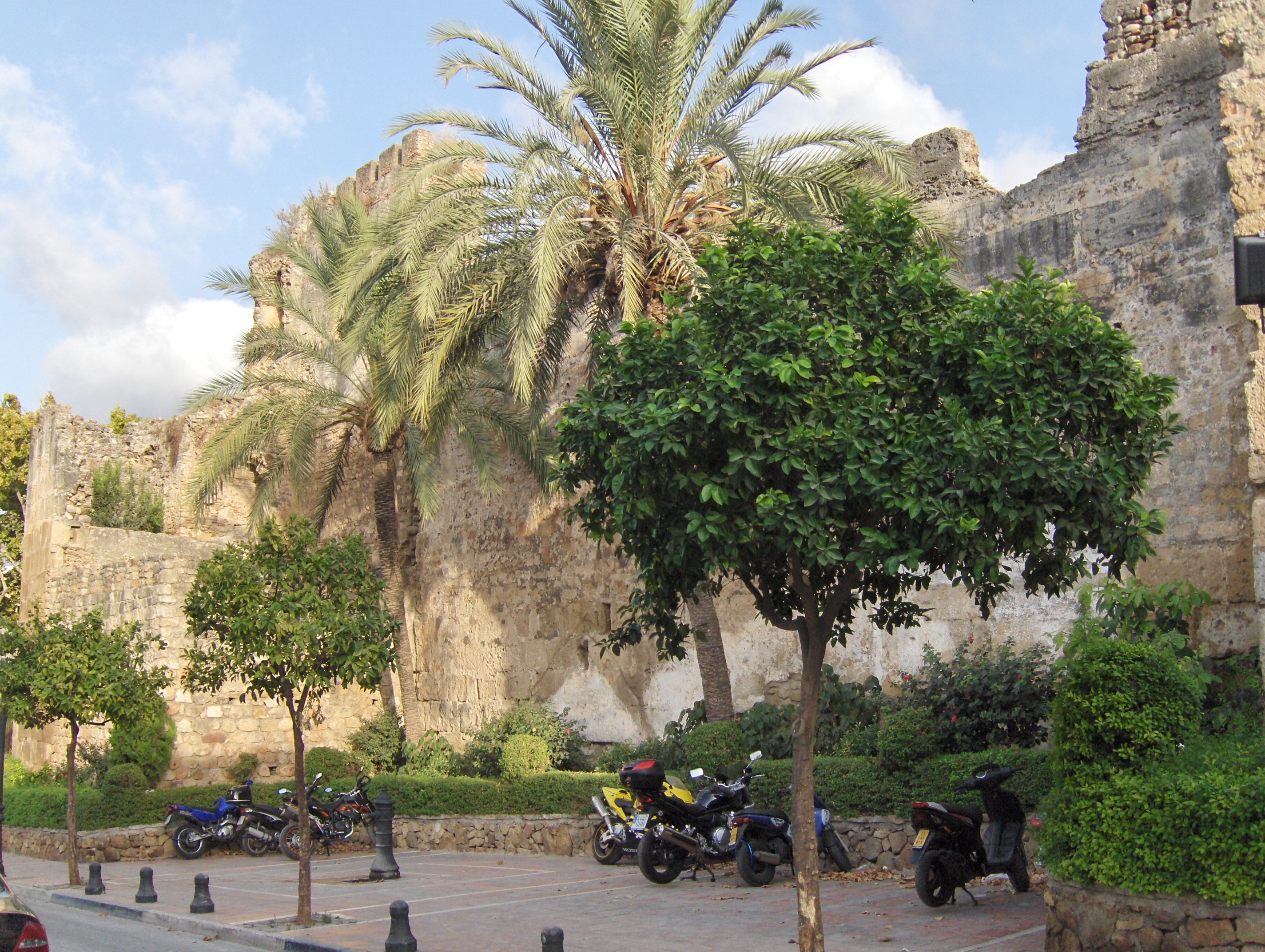
أطلال قلعة مربلة

## الديموغرافيا
بلغ عدد سكان مدينة مربلة 138.662 نسمة عام 2011 (وفقاً للمعهد الوطني الإسباني للإحصاء).
| 98.823 | 101.144 | 115.871 | 124.333 | 126.422 | 134.623 | 138.662 | 156.295 |

## توأمة
لمربلة اتفاقيات توأمة مع كل من:
- بالر
- باطوم (27 يوليو 2010 - )[13]
- كابورج
- الدوحة
- جدة
- ميامي بيتش
- نابل
- نيفير
- بونتا دل إيستي
- مدينة الكويت
- كورشي (6 ديسمبر 1990 - )
- روما

## أعلام
- جيروين بو
- تيري لوليس
- كيبا بلانكو
- ماريا مارتين
- جوان باري
- بيبون نيوتو
- مادلين كارول
- خوسيه أنطونيو لوبيز
- ميلي بوبي براون
- مايك ريد